# Sorry Boys
Sorry Boys – polski zespół rockowy, założony w 2006 w Warszawie.
Wydali sześć albumów studyjnych: Hard Working Classes (2010), Vulcano (2013), Roma (2016), Miłość (2019), Renesans (2022) i Moje serce w Warszawie (2023).

## Historia
Zespół muzyczny został założony w 2006 w Warszawie przez Tomasza Dąbrowskiego i Piotra Blaka. W tym samym roku dołączyła do nich wokalistka Bela Komoszyńska. Laureaci „Nagrody dziennikarzy” na festiwalu TOPtrendy 2014. W marcu 2017 album studyjny Roma uzyskał nominację do nagrody polskiego przemysłu fonograficznego Fryderyka w kategorii „album roku alternatywa”.

## Skład

### Obecny skład zespołu
- Bela Komoszyńska – śpiew, instrumenty klawiszowe (od 2006)
- Tomasz Dąbrowski – gitara (od 2006)
- Piotr Blak – gitara, instrumenty klawiszowe (od 2006)

### Byli członkowie
- Maciej Gołyźniak – perkusja (2011–2017)
- Bartek Mielczarek – bas (2011–2017)

## Dyskografia

### Albumy studyjne
| 2010                                                    | Hard Working Classes - Wydany: 8 listopada 2010 - Wytwórnia: Mystic Production - Format: CD, digital download, kaseta                                        | –  |
| 2013                                                    | Vulcano - Wydany: 4 listopada 2013 - Wytwórnia: Mystic Production - Format: CD, digital download, kaseta                                                     | 26 |
| 2016                                                    | Roma - Wydany: 18 listopada 2016 - Wytwórnia: Mystic Production - Format: CD, digital download                                                               | 28 |
| 2019                                                    | Miłość - Wydany: 10 maja 2019 - Wytwórnia: Mystic Production - Format: CD, digital download, płyt winylowa                                                   | 12 |
| 2022                                                    | Renesans - Wydany: 25 listopada 2022 - Wytwórnia: Mystic Production - Format: CD, digital download                                                           | 15 |
| 2023                                                    | Moje serce w Warszawie - Wydany: 21 lipca 2023 - Wytwórnia: Mystic Production, Muzeum Powstania Warszawskiego - Format: CD, digital download, płyta winylowa | 23 |
| „–” oznacza, że album nie był notowany na danej liście. | |    |

### Single
| Rok | Tytuł                                           | Najwyższe pozycje na listach | Najwyższe pozycje na listach | Najwyższe pozycje na listach | Najwyższe pozycje na listach | Certyfikat             | Sprzedaż       | Album                  |
| Rok | Tytuł                                           | POL (airplay)                | POL (airplay nowości)        | LP3                          | SLiP                         | Certyfikat             | Sprzedaż       | Album                  |
| --- | ----------------------------------------------- | ---------------------------- | ---------------------------- | ---------------------------- | ---------------------------- | ---------------------- | -------------- | ---------------------- |
| 2011 | „Chance”                                        | –                            | –                            | –                            | 3                            |                        |                | Hard Working Classes   |
| 2011 | „Give Me Back My Money”                         | –                            | –                            | –                            | 27                           |                        |                | Hard Working Classes   |
| 2013 | „The Sun”                                       | –                            | –                            | 28                           | 29                           |                        |                | Vulcano                |
| 2013 | „Phoenix”                                       | –                            | –                            | –                            | 25                           |                        |                | Vulcano                |
| 2013 | „Evolution (St Teresa)”                         | –                            | –                            | –                            | 29                           |                        |                | Vulcano                |
| 2016 | „Wracam”                                        | –                            | –                            | 45                           | 8                            |                        |                | Roma                   |
| 2017 | „Zwyczajne cuda”                                | –                            | –                            | 7                            | 39                           |                        |                | Roma                   |
| 2017 | „Miasto Chopina”                                | –                            | –                            | 35                           | –                            |                        |                | Roma                   |
| 2019 | „Jesteś pragnieniem”                            | –                            | –                            | 32                           | 47                           |                        |                | Miłość                 |
| 2019 | „Absolutnie, absolutnie”                        | 33                           | 2                            | 16                           | 7                            | - POL: platynowa płyta | - POL: 20 000+ | Miłość                 |
| 2020 | „Warszawa czeka”                                | –                            | –                            | 30                           | –                            |                        |                | Miłość                 |
| 2020 | „Niedziela”                                     | –                            | –                            | –                            | 25                           |                        |                | Miłość                 |
| 2020 | „Miłość”                                        | –                            | –                            | –                            | –                            |                        |                | Miłość                 |
| 2021 | „Jadę do domu”                                  | –                            | –                            | X                            | 29                           |                        |                | –                      |
| 2022 | „Mapy gwiazd”                                   | –                            | –                            | X                            | 6                            |                        |                | Renesans               |
| 2022 | „Na spalonym moście”                            | –                            | –                            | X                            | 25                           |                        |                | Renesans               |
| 2023 | „Fudżi”                                         | –                            | X                            | X                            | –                            |                        |                | Renesans               |
| 2023 | „Moje serce w Warszawie”                        | –                            | X                            | X                            | –                            |                        |                | Moje serce w Warszawie |
| 2023 | „Dzień dobry” (gościnnie: Robert Gawliński)     | –                            | X                            | X                            | –                            |                        |                | Moje serce w Warszawie |
| 2023 | „Jan”                                           | –                            | X                            | X                            | –                            |                        |                | Moje serce w Warszawie |
| 2023 | "Miasto Warszawa" (gościnnie: Dawid Tyszkowski) | –                            | X                            | X                            | –                            |                        |                | Moje serce w Warszawie |
| „–” oznacza, że singel nie był notowany na danej liście. „X” oznacza, że lista nie istniała w danym okresie. |                                                 |                              |                              |                              |                              |                        |                |                        |

## Nagrody i nominacje
| Rok  | Konkurs        | Kategoria                                | Tytułem                | Wynik     |
| ---- | -------------- | ---------------------------------------- | ---------------------- | --------- |
| 2017 | Fryderyki 2017 | Album Roku Alternatywa                   | Roma                   | Nominacja |
| 2023 | Fryderyki 2023 | Album Roku Indie Pop                     | Renesans               | Nominacja |
| 2024 | Fryderyki 2024 | Album roku piosenka poetycka i literacka | Moje serce w Warszawie | Nominacja |